# Іва (Нижньоломовський район)
І́ва (рос. Ива) — село у складі Нижньоломовського району Пензенської області, Росія.
Населення — 338 осіб (2010; 433 у 2002).
Національний склад станом на 2002 рік:
- росіяни — 99 %

## Люди
В селі народився Козлов Василь Андрійович (1918—1994) — радянський воєначальник, генерал-майор і письменник.